# Hermandad General de Andalucía
La Hermandad General de Andalucía fue una confederación de concejos y de nobles activa en Andalucía desde 1297 hasta 1325, dentro del movimiento hermandino surgido en toda la Corona de Castilla. Su objetivo fue la resolución de problemas políticos coyunturales, producidos en momentos de debilidad del poder real.

## Precedentes
El 10 de mayo de 1282 se constituyó en Andújar una hermandad que agrupada los concejos del Alto Guadalquivir, en defensa de los derechos dinásticos del infante Sancho frente a Alfonso X y los infantes de la Cerda. Estos municipios apoyaban la promesas de don Sancho de mantener los fueros y estaban en contra de la imposición del Fuero Real promovida por el rey Sabio. Pero esta hermandad no representaba a toda Andalucía, por lo que no puede ser considerada "general". De hecho los municipios del Bajo Guadalquivir se mantuvieron fieles a Alfonso X. Tras ser legitimado el infante don Sancho como rey de Castilla y desestimada la implantación territorial del Fuero Real, esta hermandad se disolvió.
A la muerte de Sancho IV, en 1295,  comenzó el periodo de la minoría de edad de Fernando IV, y se crearon dos hermandades en Andalucía con el objetivo político de llenar provisionalmente el vacío de poder que había en la región durante la minoría del monarca. Una de las hermandades federaba los concejos del Alto Guadalquivir y la otra los del Bajo, por lo que todavía no se puede hablar de una hermandad general de Andalucía.

## La Hermandad general de Andalucía
El 15 de agosto de 1297 se firmó en Andújar la constitución de la Hermandad General de Andalucía, en la que estaban representados los concejos de los reinos de Jaén, de Sevilla y de Córdoba (el reino de Granada no había sido conquistado aún). Con la mayoría de edad del monarca esta hermandad entraría en decadencia, pues el poder real ya era capaz de garantizar la seguridad y el orden en la región y la hermandad había perdido su principal razón de ser.
Sin embargo, en 1312 con el inicio de la minoría de Alfonso XI, la hermandad se revitalizó, teniendo como momento cumbre el vacío de poder central ocasionado por la derrota y muerte de los infantes y tutores del rey en el Desastre de la Vega de Granada en 1319. A finales de 1320, el predominio de la Hermandad General de Andalucía como institución de poder político era manifiesto y reconocido en toda la región. Pero una vez superado el problema coyuntural, la Hermandad entró en crisis. 
En las Cortes de Valladolid de 1325, Alfonso XI suprimió las hermandades de carácter político, entre las que se contaba la Hermandad General de Andalucía, siendo dicha disolución confirmada posteriormente en las Cortes de Madrid de 1329. La influencia política alcanzada por las hermandades concejiles durante la minoría de edad de Alfonso XI, unida al deseo de dicho monarca de fortalecer la institución monárquica y centralizar la administración, le llevó a decretar su disolución, contando para ello con el apoyo del estamento eclesiástico.

## Otras hermandades
El fenómeno hermandino en Andalucía no se limitó a la Hermandad General ni las anteriores del Alto y del Bajo Guadalquivir. Los concejos de Andalucía firmaron entre sí otras hermandades, pero sin el carácter político que tuvieron las citadas, sino que se constituyeron para salvaguardar privilegios e intereses económicos locales o con fines policiales, como el mantenimiento del orden y la seguridad en los caminos rurales.